# Moonwalker
Moonwalker, también conocida como Michael Jackson: Moonwalker, es una película del género de antología musical del artista estadounidense Michael Jackson, lanzada en octubre de 1988.
Como es usual en este tipo de producciones, la película en vez de tener una única narración continua, consiste de una colección de ocho segmentos o vídeos cortos del artista. Varios de ellos correspondientes al séptimo álbum de estudio de Jackson, Bad (1987). Moonwalker se estrenó el 29 de octubre de 1988, casi un año después de la publicación del álbum y, al mismo tiempo, del inicio de la primera gira musical a nivel mundial de Jackson.
Moonwalker estuvo disponible en formato de vídeo en los Estados Unidos y en Canadá a inicios de 1989, poco antes del final de la gira de Jackson. La misma estaba programada para finalizar tiempo antes, pero fue aplazada debido a problemas en su voz.
La película lleva el nombre de la técnica de baile conocida como el “moonwalk”, uno de sus movimientos más característicos y populares. El nombre del movimiento de baile fue acuñado por los medios de comunicación y no por Jackson; Sin embargo, él mismo eligió este como el título de la película.
Moonwalker fue estrenada simultáneamente en cines de Europa, Asia y Sudamérica con gran éxito. Para abril de 1989 ya había vendido 800.000 ejemplares sólo en los Estados Unidos. La recaudación global para aquel entonces era de un estimado de 67 millones de dólares.

## Argumento
La película se compone de un collage de historias cortas, en lugar de ser una historia continua. Cada uno de los segmentos se describe en las subsecciones a continuación.

### Man in the Mirror
La apertura de la película consiste en una mezcla de actuaciones en vivo de “Man in the Mirror” durante el Bad World Tour de Jackson. También cuenta con un montaje de clips de niños de África, Mahatma Gandhi, Martin Luther King, Jr., John Lennon, y otras figuras históricas.

### Retrospectiva
Es una corta biografía sobre su trayectoria musical, mostrando mediante diversos cortos, sus inicios hasta la era Bad. En este video de aproximadamente 12 minutos de duración, se pueden escuchar extractos de las siguientes canciones:
- "Music and Me"
- "I Want You Back"
- "ABC"
- "The Love You Save"
- "2-4-6-8"
- "Who's Lovin' You"
- "Ben"
- "Dancing Machine"
- "Blame It on the Boogie"
- "Shake Your Body (Down to the Ground)"
- "Rock With You"
- "Don't Stop 'til You Get Enough"
- "Can You Feel It"
- "Human Nature"
- "Beat It"
- "Thriller"
- "Billie Jean"
- "State of Shock"
- "We Are the World"
- "The Way You Make Me Feel"
- "Dirty Diana"

### Badder
Una parodia del video musical de la canción Bad, con niños interpretando los papeles de los diversos personajes del clip original.
El video fue protagonizado por Brandon Quintin Adams, quien interpreta el rol de Michael Jackson. También participaron tres de los sobrinos de Michael, Jermaine La Jaune Jackson, Jr., TJ and Taryll Jackson; y una joven Nikki Cox, quien luego participaría en las series Unhappily Ever After y Las Vegas. Los integrantes del grupo The Boys participaron como bailarines.

### Speed Demon
El clip "Badder" da paso a un segundo cortometraje, denominado Speed Demon, dirigido por Will Vinton, artista innovador de Claymation. En este segmento, Michael, intenta evadir a una horda de fanáticos que lo persiguen (entre los que figuran estereotipados turistas asiáticos, periodistas y The Noid, mascota de la cadena de pizzerías Domino's) disfrazándose de un conejo llamado Spike, usando para ello un traje que encuentra en uno de los sets de filmación (y el cual presenta algunas características animatrónicas realizadas con la técnica de animación Claymation). A pesar del disfraz, Jackson es descubierto, lo que da lugar a una persecución por parte de sus fanáticos. Durante la misma, Jackson roba una bicicleta que luego se transforma en motocicleta, mientras que quienes lo persiguen utilizan otros vehículos de estilo caricaturesco. Además, se transforma en otras celebridades, incluyendo a Sylvester Stallone, Tina Turner y Pee-Wee Herman. Finalmente, los fanáticos y periodistas son arrestados por un policía gigante, mientras que Jackson se aleja en el desierto. Tras quitarse el disfraz de Spike, éste cobra vida y lo desafía a una competencia de baile. 
Hacia el final, un policía lo interrumpe para señalar que se encuentran en una zona en la que no está permitido bailar. Cuando Jackson intenta explicar que estaba en una competencia con el conejo Spike, éste ya ha desaparecido. Ante esto, el policía sarcásticamente le solicita su "autógrafo" en el ticket de una multa. Mientras Michael se prepara para partir en la moto, en una cima rocosa se materializa la cabeza de Spike, que luego asiente con la cabeza y sonríe.

### Leave Me Alone
El quinto segmento de la película es el cortometraje para la canción "Leave Me Alone". Se trata de un vídeo musical de animación enfocado en el excesivo interés de los medios por la vida personal de Jackson. En este también expresa cómo para sus fanáticos su vida es una especie de parque de diversiones. En tono de burla, se muestra cómo los medios inventaron que él tenía un santuario dedicado a Elizabeth Taylor, o que compró los huesos del hombre elefante. Los miembros de la prensa aparecen representados con cabezas de perros, dando a entender que actúan como animales. El segmento concluye con Jackson destruyendo el parque de diversiones y mirando hacia el espacio.
El vídeo de la canción ganó un Grammy en 1989 en la categoría de video más innovador, convirtiéndose así en el único Grammy recibido por el álbum Bad.

### Smooth Criminal
La película abre con una secuencia que representa la elaboración de una escena vinculada a los acontecimientos que ocurren cerca del final de la película, en la que un grupo de niños (entre ellos Sean Lennon) ven como sale Jackson de una tienda de música, y de repente mafiosos lo atacan con ametralladoras. Katie, la niña más cercana a él, recuerda que, un día mientras jugaban con Michael en un campo con una pelota, su perro se escapó a un bosque, pero durante su búsqueda, Michael y Katie descubren la guarida de Mr. Big, Frankie Lideo (Joe Pesci, como una parodia del representante de aquel entonces de Jackson, Frank DiLeo), en el cual quería que todos los niños del mundo consumieran drogas.
Mr. Big descubre que Jackson y Katie estaban ahí, pero escapan; Jackson le dice a los niños que se reúnan con él en el Club 30's, que resulta ser una discoteca abandonada desde la década de 1930. La historia se remonta a los ataques de los mafiosos a Jackson, y aquí se revela que Jackson es en realidad un mágico gánster, que basa su poder en estrellas fugaces, como cuando Jackson se convierte en un poderoso auto deportivo con apariencia futurista, y se escapa de los ataques de Mr. Big corriendo a una velocidad casi supersónica. Mientras que los niños van al Club 30's y después tienen miedo cuando oyen un ruido y salen de ahí, luego Katie ve que es Michael, luego él entra y una luz brillante sale de la puerta. El Club ahora esta lleno de bailarines y Jackson participa en un baile de despegue con los demás miembros del club, y ahí comienza el vídeo musical de "Smooth Criminal".
La versión de la canción utilizada en este segmento es diferente de la versión del álbum - existen varias nuevas letras y la canción es mucho más global, incluyendo el material sinfónico por Bruce Broughton. Los extras son letras para hacer la historia de la canción claro. El más comúnmente visto la música es una forma de video de cuatro minutos collage de diversos clips de la película.
En el clímax de la canción, Mr. Big establece asedio al club y secuestra a uno de los niños, Katie. Terminada la canción, Jackson se reúne con los otros dos niños, donde le explican que Mr. Big ha secuestrado a Katie, y él decide ir a enfrentarlo en su guarida, cuando llega, termina rodeado por sus secuaces. Es entonces cuando Michael es golpeado, y Mr. Big aparece amenazando a Katie con inyectarle una droga. Aunque Katie logra zafarse de Mr. Big, él ha tenido suficiente y ordena a sus hombres que maten a Katie y a Michael, pero de repente pasa una estrella fugaz. Es entonces cuando Michael Jackson se transforma en un robot gigante y mata a todos los soldados de Mr. Big. Después se convierte en una nave espacial gigante, pero Mr. Big se encuentra en las laderas montado un gran cañón de energía, disparando sobre la nave espacial en un barranco cercano. Los niños son su próximo objetivo, pero la nave vuelve a partir de la guarida de Mr. Big justo a tiempo para repeler un nuevo cañonazo contra los niños. Tras esto, la nave se aleja a baja velocidad.

### Come Together
Después del segmento Smooth Criminal Sean, Katie y Zeke regresan a la ciudad creyendo que Michael se fue para siempre. Después Michael aparece caminando en la oscuridad y los niños lo ven y lo abrazan y van de regreso al Club 30's y al entrar ven que ahora se transformó en un backstage y encuentra a su perro perdido Skipper. La película se cierra con Jackson, realizando un cover de "Come Together" (Canción de The Beatles). Uno de los niños actores en esta película es Sean Lennon, hijo de John Lennon. Lanzado como el B-Side de "Remember the Time" en enero de 1992 y una versión ligeramente distinta apareció en el segundo disco del álbum HIStory álbum, Lanzado en 1995.

### The Moon is Walking (El Cierre de Créditos)
Durante los créditos, dos segmentos se muestran. En el primero se muestra a la banda Ladysmith Black Mambazo (en la cual utilizan las partes de su cuerpo en vez de los instrumentos) cantando "The Moon is Walking" en el Club 30's (con imágenes de un detrás de escenas). En el segundo segmento se muestra la versión de 4 minutos del video "Smooth Criminal".

## Certificaciones
| País           | Certificaciones | Ventas  |
| -------------- | --------------- | ------- |
| Canadá         | 4xPlatino       | 40,000  |
| Estados Unidos | 9xMultiplatino  | 900,000 |

## Videojuego
La película tuvo su propio videojuego llamado Michael Jackson's Moonwalker creado por Sega, lanzado en 1989 y 1990 que incorporan el personaje propio de Michael Jackson y fueron codesarrollado por él mismo. Fue lanzado en diferentes plataformas. El juego consiste en rescatar a los niños secuestrados de las manos del maligno "Mr. Big", mientras que Michael va realizando unos pasos de baile con tonos musicales derrotando a los villanos.